# Espineta de l'Atherton
L'espineta de l'Atherton (Sericornis keri) és un ocell de la família dels acantízids (Acanthizidae).

## Hàbitat i distribució
Habita el sotabosc de la selva pluvial a l'altiplà d'Atherton, al nord-est de Queensland (Austràlia).